# 钩叶藤属
钩叶藤属（学名：Plectocomia）是棕榈科下的一个属，为攀援状、有刺的棕榈类植物。该属共有约20种，分布于印度。

## 名称
原始文献没有明确给出钩叶藤属学名Plectocomia的词源，但它显然来自古希腊语词πλεκτός（plektós，意为“被编织的”）和κόμη（kómē，意为“头发”），指本属花序分枝穗状，下垂，二级佛焰苞在其上整齐排列，使之状如编织而成的发辫。